# الكشفية والإرشادية في ساموا
الكشفية والإرشادية في ساموا موجودة في ساموا حيث يوجد بها حركة الكشافة والمرشدات.

## الحركة الكشفية
لعدة سنوات، كانت كشافة ساموا نشطة كفرع في الخارج تابع لجمعية الكشافة البريطانية، بعد ذلك أصبحت ضمن كشافة نيوزيلندا حتى 1 يناير 1962، بعد ذلك أصبحت الجمعية تابعة للأمم المتحدة.
منظمة كشافة ساموا ليست عضوا في المنظمة العالمية للحركة الكشفية.

## حركة المرشدات
حركة المرشدات موجود في ساموا وتتمثل في جمعية مرشدات ساموا.